# Šanghajská univerzita cizích jazyků
Šanghajská univerzita cizích jazyků (čínsky v českém přepisu Šang-chaj waj-kuo-jü ta-süe, pchin-jinem Shànghǎi Wàiguóyŭ Dàxué, znaky 上海外国语大学) je univerzita v Šanghaji v Čínské lidové republice. Spolu s Pekingskou univerzitou cizích jazyků a Pekingskou univerzitou jazyka a kultury patří s mezi nejprestižnější čínské univerzity zaměřené na cizí jazyky.
Univerzita má dva kampusy, jeden v obvodě Sung-ťiang a druhý v obvodě Chung-kchou.
Založena byla v roce 1949 jako Ústav pro ruský jazyk (čínsky v českém přepisu Šang-chaj e-wen süe-siao, pchin-jinem Shànghǎi Éwén Xuéxiào, znaky 上海俄文学校).
Má bezmála devět tisíc studentů.
Mezi známé absolventy patří Joan Chenová, čínsko-americká herečka a režisérka.